# Kasper Kazimierz Cieciszowski
Kasper Kazimierz Cieciszowski (1745, Ozorów – 28. dubna 1831, Luck) byl mohylevský arcibiskup a římskokatolický metropolita ruského impéria.

## Životopis
V roce 1760 odjel z rodného Polska do Říma, kde studoval teologii. 11. března 1764 byl papežem Klementem XIII. vysvěcen na kněze a působil jako kaplan. 29. května 1775 byl jmenován biskupem koadjutorem Kyjeva a Černigova a titulárním biskupem v Theveste. Biskupské svěcení přijal od biskupa Poznaně, Andrzeje Stanisławe Młodziejewského, 8. října 1775. Spolusvětiteli byli poznaňský biskup koadjutor, Antoni Onufry Okecki, a biskup Smolenska, Gabriel Wodzyński. Po smrti biskupa Kyjeva a Černigova, Franciszka Kandyda Ossolińského, se stal 7. srpna 1784 jeho nástupcem. Vzhledem k ruské anexi však nesměl obývat své biskupské sídlo. V roce 1786 se stal členem polského Sejmu. 17. listopadu 1798 byl jmenován biskupem lucké diecéze. 23. června 1828 se stal arcibiskupem a metropolitou Mohyleva.
Byl vyznamenán Řádem bílé orlice.